# Józef Gąsienica Daniel
Józef Gąsienica Daniel (ur. 15 czerwca 1945 w Zakopanem, zm. 6 lutego 2008 tamże) – polski narciarz, kombinator norweski, skoczek narciarski. Olimpijczyk z Grenoble 1968, wielokrotny mistrz Polski w kombinacji norweskiej. Syn Andrzeja Szymona i Antoniny Karpiel. Brat narciarzy i narciarek: Andrzeja (ur. 1932), Franciszka (ur. 1937), Heleny (ur. 1934) i Marii (ur. 1936).

## Przebieg kariery
W wieku 21 lat zdobył pierwszy w karierze tytuł mistrza Polski seniorów w kombinacji. Już wtedy cechował go brak równowagi psychicznej podczas zawodów i nieprzykładanie się do treningów. Zajmował wysokie lokaty na zawodach w Skandynawii, Niemczech, Szwajcarii i Czechosłowacji.
Reprezentował Polskę na mistrzostwach świata w Oslo w 1966 roku. Zajął wówczas 25. miejsce. W latach 1966, 1967 i 1969 wygrywał Memoriał Bronisława Czecha i Heleny Marusarzówny.
Wziął udział w Igrzyskach Olimpijskich 1968 w Grenoble, zajmując 15. miejsce. Na skoczni w Autrans w pierwszej serii skoczył 72 m i był na 8. miejscu. W drugiej wylądował na 75,5 m, lecz nie ustał i spadł na 39. pozycję. W ostatniej serii osiągnął 68 m i przesunął się na 16. lokatę. W biegu był 18. Zawodnik piętnaste miejsce na olimpiadzie uznał za porażkę.
Był pięciokrotnym mistrzem Polski w kombinacji norweskiej (1965-1969), wicemistrzem kraju w sztafecie 4 x 10 km (1965) i w skokach narciarskich na skoczni 90-metrowej (1969).
W 1969 wygrał II Zimową Spartakiadę Armii Zaprzyjaźnionych w Szpindlerowym Młynie. Wkrótce potem zakończył karierę sportową. Zmarł 6 lutego 2008 roku. Pochowany został na Nowym Cmentarzu (kwatera L-8-1).

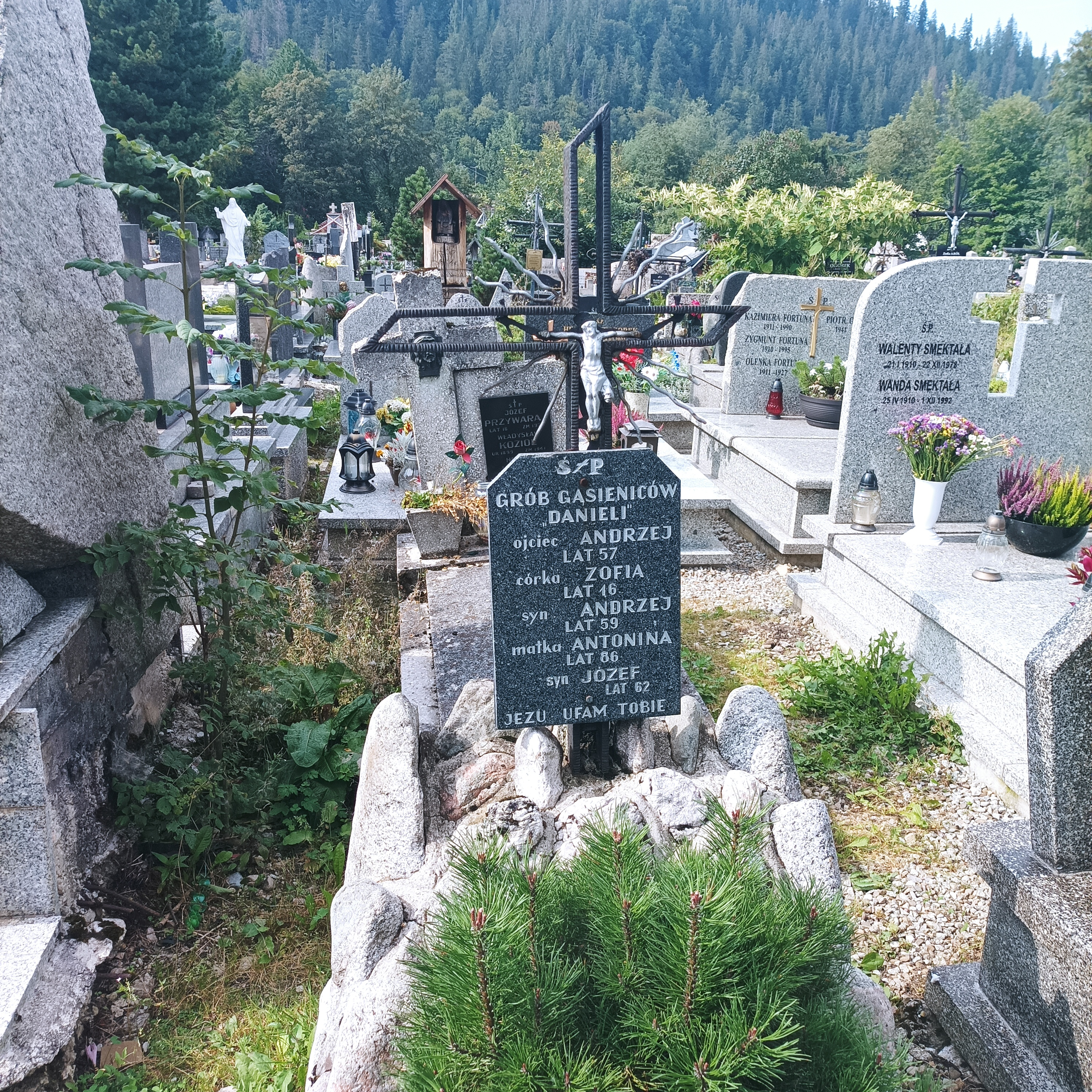
Grób Andrzeja i Józefa Gąsieniców Danielów na Nowym Cmentarzu w Zakopanem

## Osiągnięcia

### Igrzyska olimpijskie
| 1968 Grenoble | – | 15. miejsce |

#### Starty J. Gąsienicy Daniela naigrzyskach olimpijskich– szczegółowo
| Miejsce | Dzień     | Rok  | Miejscowość | Dyscyplina/konkurencja           | Wynik       | Strata     | Zwycięzca    |
| ------- | --------- | ---- | ----------- | -------------------------------- | ----------- | ---------- | ------------ |
| 15.     | 11 lutego | 1968 | Grenoble    | kombinacja norweska skoki + bieg | 407,76 pkt. | 41,28 pkt. | Franz Keller |

### Mistrzostwa świata w narciarstwie klasycznym
| 1966 Oslo | – | 25. miejsce |